# فيريس تايلور
فيريس تايلور (بالإنجليزية: Ferris Taylor)‏ هو ممثل أمريكي، ولد في 25 مارس 1888 في تكساس في الولايات المتحدة، وتوفي في 7 مارس 1961 في هوليوود في الولايات المتحدة بسبب نوبة قلبية.

## أعمال

### أفلام
- (1939) السيد سميث يذهب إلى واشنطن
- (1940) المراسل الأجنبي
- (1941) زهور وسط الغبار

## وصلات خارجية
- فيريس تايلور على موقع IMDb (الإنجليزية)
- فيريس تايلور على موقع ألو سيني (الفرنسية)
- فيريس تايلور على موقع أول موفي (الإنجليزية)
- فيريس تايلور على موقع قاعدة بيانات الأفلام السويدية (السويدية)
- فيريس تايلور على موقع قاعدة بيانات الفيلم (الإنجليزية)
- فيريس تايلور على موقع كينوبويسك (الروسية)